# Platypalpus confiformis
Platypalpus confiformis är en tvåvingeart som beskrevs av Chvala 1971. Platypalpus confiformis ingår i släktet Platypalpus och familjen puckeldansflugor. Arten är reproducerande i Sverige. Inga underarter finns listade i Catalogue of Life.